# Diócesis de Hamilton (Canadá)
La diócesis de Hamilton (en latín: Dioecesis Hamiltonen(sis) y en inglés: Roman Catholic Diocese of Hamilton, Ontario) es una circunscripción eclesiástica latina de la Iglesia católica en Canadá, sufragánea de la arquidiócesis de Toronto. La diócesis tiene al obispo David Douglas Crosby, O.M.I. como su ordinario desde el 24 de septiembre de 2010.

## Territorio y organización
La diócesis tiene 16 824 km² y extiende su jurisdicción sobre los fieles católicos de rito latino residentes en la provincia de Ontario en los siguientes condados: Brant, Bruce, Grey, Halton, Waterloo, Wellington y Wentworth y parte del de Dufferin.
La sede de la diócesis se encuentra en la ciudad de Hamilton, en donde se halla la Catedral basílica de Cristo Rey.
En 2019 en la diócesis existían 146 parroquias.

## Historia
La diócesis fue erigida el 29 de febrero de 1856 con el breve Dominici gregis del papa Pío IX, obteniendo el territorio de la diócesis de Toronto (hoy arquidiócesis).
Originalmente sufragánea de la arquidiócesis de Quebec, el 18 de marzo de 1870 pasó a formar parte de la provincia eclesiástica de la arquidiócesis de Toronto.
El 22 de noviembre de 1958 cedió una parte de su territorio para la erección de la diócesis de Saint Catharines mediante la bula Qui Deo volente del papa Juan XXIII.

## Estadísticas
De acuerdo al Anuario Pontificio 2020 la diócesis tenía a fines de 2019 un total de 658 690 fieles bautizados.
| Año                                                                             | Población            | Población | Población      | Sacerdotes | Sacerdotes    | Sacerdotes    | Bautizados por sacerdote | Diáconos permanentes | Religiosos | Religiosos | Parroquias |
| Año                                                                             | Bautizados católicos | Total     | % de católicos | Total      | Clero secular | Clero regular | Bautizados por sacerdote | Diáconos permanentes | Varones    | Mujeres    | Parroquias |
| ------------------------------------------------------------------------------- | -------------------- | --------- | -------------- | ---------- | ------------- | ------------- | ------------------------ | -------------------- | ---------- | ---------- | ---------- |
| 1950                                                                            | 78 500               | 505 951   | 15.5           | 173        | 106           | 67            | 453                      |                      | 49         | 591        | 107        |
| 1966                                                                            | 180 306              | 950 235   | 19.0           | 265        | 135           | 130           | 680                      |                      | 130        | 678        | 102        |
| 1970                                                                            | 225 772              | 1 146 888 | 19.7           | 151        | 151           |               | 1495                     |                      | 21         | 664        | 106        |
| 1976                                                                            | 259 942              | 1 701 274 | 15.3           | 300        | 152           | 148           | 866                      |                      | 193        | 593        | 113        |
| 1980                                                                            | 294 340              | 1 337 026 | 22.0           | 137        | 135           | 2             | 2148                     |                      | 38         | 552        | 119        |
| 1990                                                                            | 356 398              | 1 403 000 | 25.4           | 274        | 138           | 136           | 1300                     | 1                    | 167        | 426        | 123        |
| 1999                                                                            | 415 000              | 1 114 000 | 37.3           | 253        | 142           | 111           | 1640                     | 1                    | 136        | 338        | 125        |
| 2000                                                                            | 542 034              | 1 626 103 | 33.3           | 249        | 136           | 113           | 2176                     | 1                    | 134        | 338        | 125        |
| 2001                                                                            | 542 034              | 1 626 103 | 33.3           | 237        | 136           | 101           | 2287                     | 2                    | 120        | 322        | 120        |
| 2002                                                                            | 542 034              | 1 626 103 | 33.3           | 225        | 128           | 97            | 2409                     | 2                    | 111        | 322        | 120        |
| 2003                                                                            | 421 490              | 1 626 103 | 25.9           | 230        | 130           | 100           | 1832                     |                      | 114        | 293        | 120        |
| 2004                                                                            | 559 290              | 1 657 084 | 33.8           | 225        | 131           | 94            | 2485                     | 5                    | 105        | 293        | 121        |
| 2006                                                                            | 560 000              | 1 913 931 | 29.3           | 223        | 134           | 89            | 2511                     | 5                    | 100        | 269        | 121        |
| 2013                                                                            | 620 518              | 2 179 362 | 28.5           | 234        | 139           | 95            | 2651                     | 37                   | 114        | 173        | 124        |
| 2016                                                                            | 639 319              | 2 245 397 | 28.5           | 218        | 136           | 82            | 2932                     | 40                   | 92         | 189        | 122        |
| 2019                                                                            | 658 690              | 2 313 758 | 28.5           | 218        | 142           | 76            | 3021                     | 49                   | 86         | 197        | 146        |
| Fuente: Catholic-Hierarchy, que a su vez toma los datos del Anuario Pontificio. |                      |           |                |            |               |               |                          |                      |            |            |            |

## Episcopologio
- John Farrell † (29 de febrero de 1856-26 de septiembre de 1873 falleció)
- Peter Francis Crinnon † (3 de febrero de 1874-25 de noviembre de 1882 falleció)
- James Joseph Carbery, O.P. † (4 de septiembre de 1883-17 de diciembre de 1887 falleció)
- Thomas Joseph Dowling † (11 de enero de 1889-6 de agosto de 1924 falleció)
- John Thomas McNally † (12 de agosto de 1924-17 de febrero de 1937 nombrado arzobispo de Halifax)
- Joseph Francis Ryan † (16 de agosto de 1937-27 de marzo de 1973 retirado)
- Paul Francis Reding † (14 de septiembre de 1973-8 de diciembre de 1983 falleció)
- Anthony Frederick Tonnos (2 de mayo de 1984-24 de septiembre de 2010 retirado)
- David Douglas Crosby, O.M.I., desde el 24 de septiembre de 2010